# Skymark Airlines
Skymark Airlines Inc. (スカイマーク株式会社/Sukaimāku Kabushiki-gaisha) es una aerolínea con base en Ōta, Tokio, Japón. efectúa vuelos regulares de pasajeros en rutas regionales de Japón y vuelos chárter internacionales a Seúl. Su principal base de operaciones es el Aeropuerto Internacional de Tokio (Haneda). 
Planea convertir al Aeropuerto de Kobe en una base regional en 2014, posibilitando volar de Kobe a Sapporo, Sendai, Matsuyama, Fukuoka, Kumamoto, y Naha.

## Historia
La aerolínea fue fundada en 1996 y comenzó a operar el 19 de septiembre de 1998, como aerolínea doméstica posterior a la desregularización aérea. Los principales accionistas son Shinichi Nishikubo (35.47%), Presidente de la compañía, y H.I.S. (27.62%). Actualmente tiene 821 empleados

## Destinos
Skymark Airlines opera las siguientes rutas regulares:
- Tokio (Haneda) a:
  - Asahikawa
  - Fukuoka
  - Kobe
  - Okinawa (Naha)
  - Sapporo (Nuevo Chitose)
- Kobe a:
  - Okinawa (Naha) (verano sólo)

Skymark también ha anunciado sus planes de volar al Aeropuerto Internacional de Chubu Centrair, operando en Nagoya. El plan ha sido pospuesto debido al elevado coste del combustible.
Otros destinos son Aomori, Kagoshima, Osaka (Itami), Osaka (Kansai), Tokushima y 
Omitama (Ibaraki).

## Flota

### Flota Actual

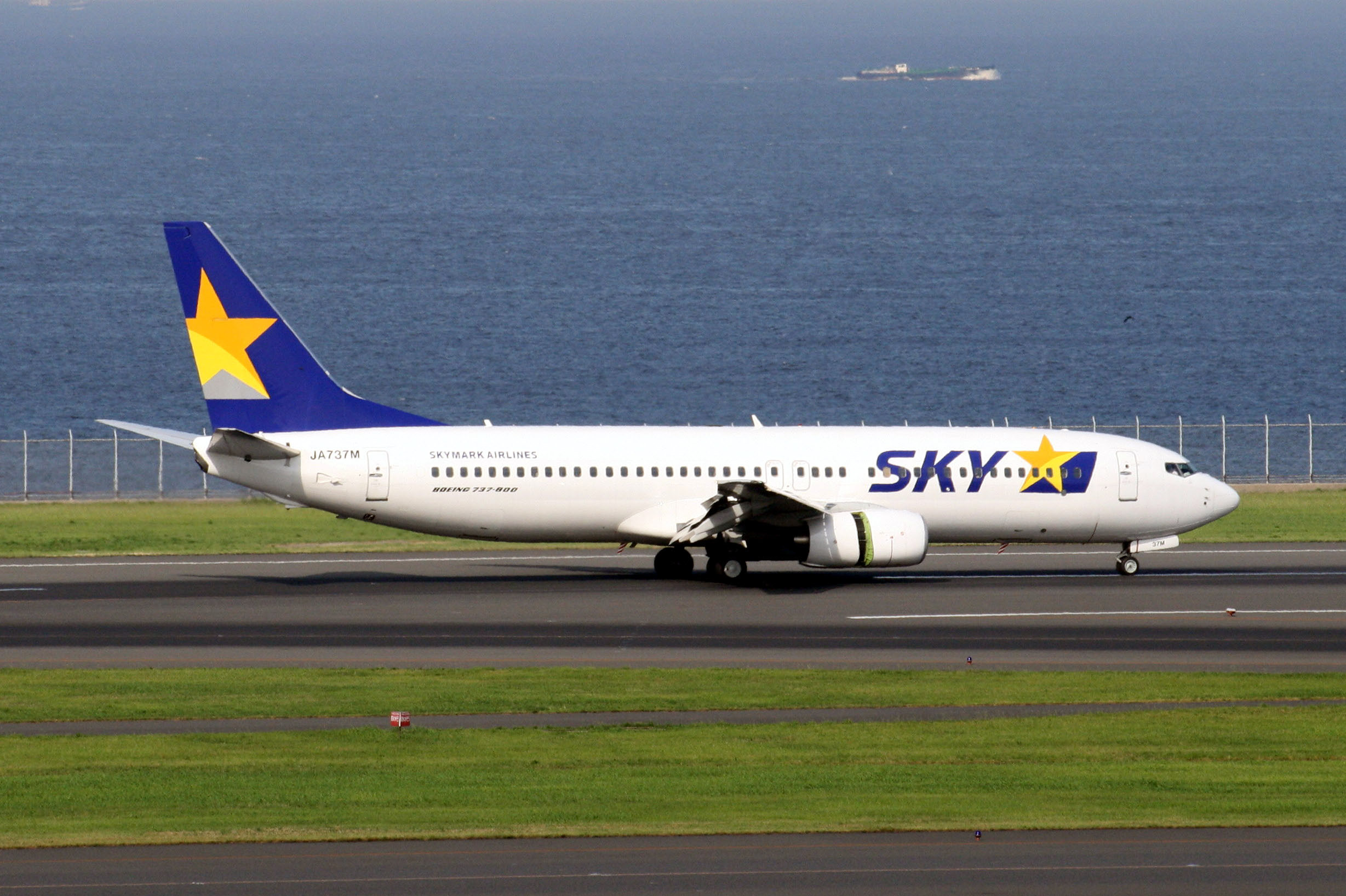
Boeing 737-800.

La flota de Skymark Airlines incluye las siguientes aeronaves, con una edad media de 11 años (en enero de 2023):
| Boeing 737-800 | 29 | — |  |  |  |  |
| Total          | 29 | — |  |  |  |  |

### Flota Histórica

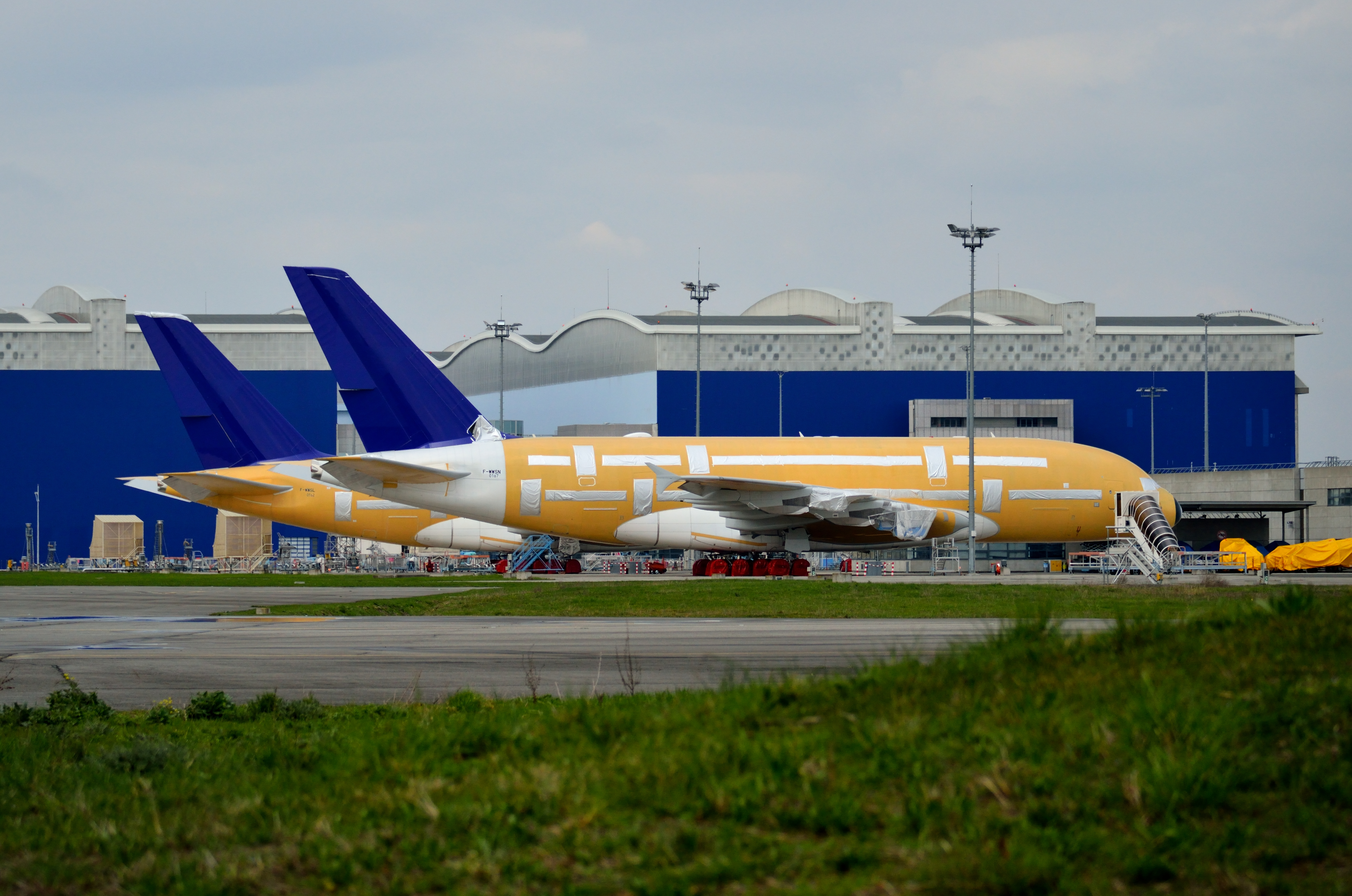
Airbus A380 a punto de ser entregados a Skymark antes de que Airbus cancelara los pedidos.

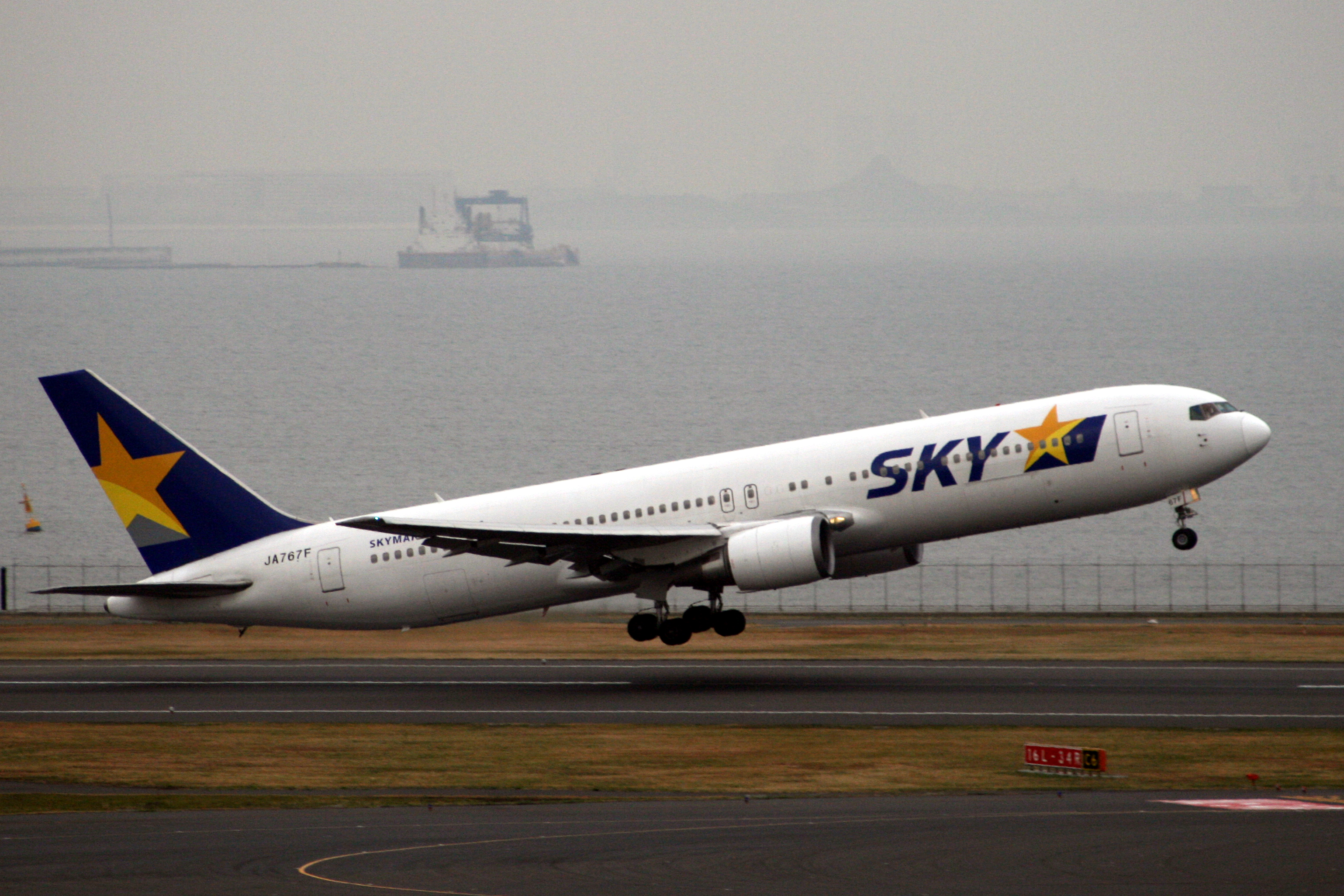
Boeing 767-300ER

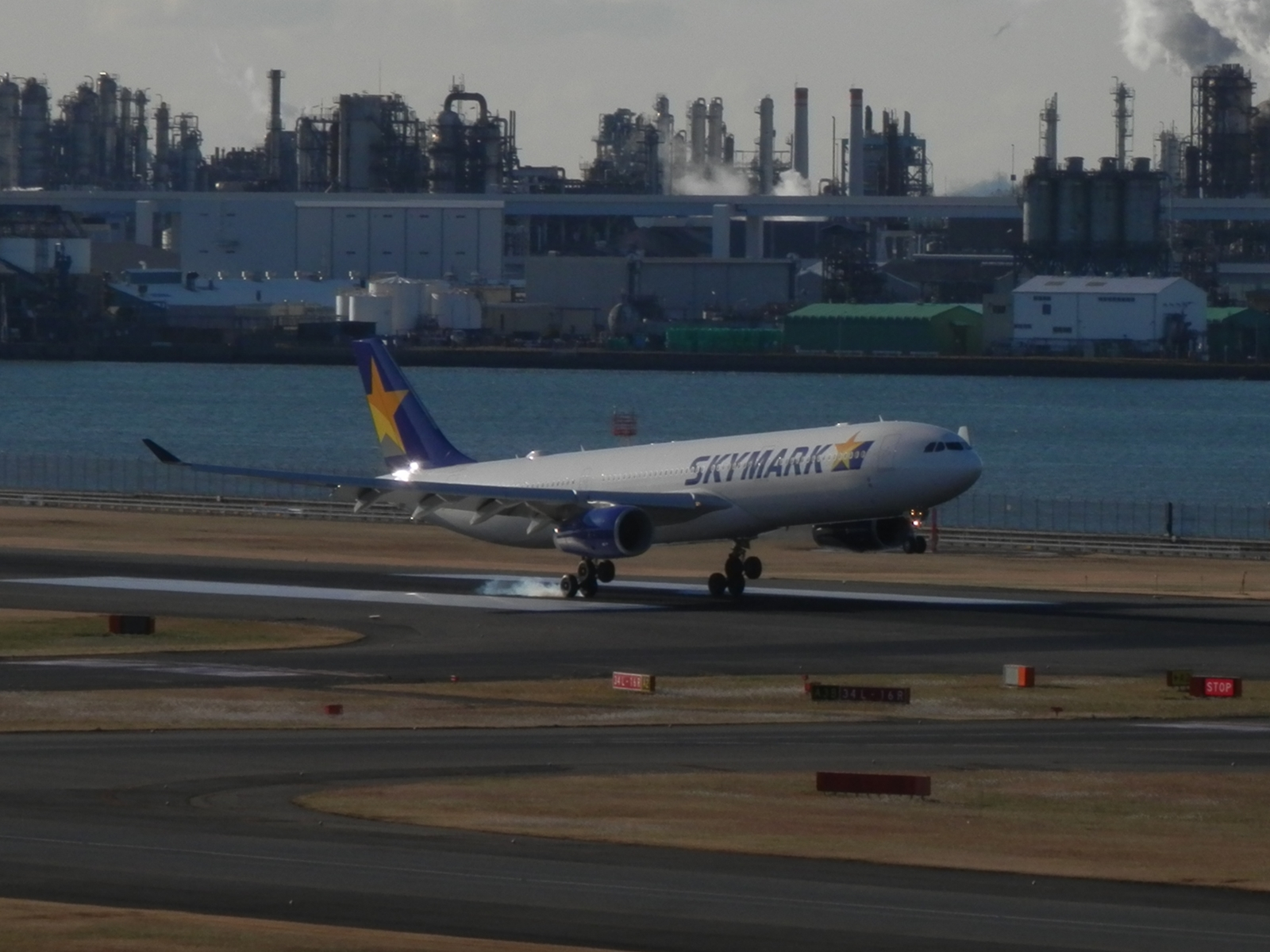
Airbus A330-200

Skymark Airlines ha operado estas aeronaves:
| Aeronave         | Operados      | Introducido | Retirado | Notas                                    |
| ---------------- | ------------- | ----------- | -------- | ---------------------------------------- |
| Airbus A330-300  | 5             | 2014        | 2015     | Vendidos a Air Europa y Turkish Airlines |
| Airbus A380-800  | 6 (ordenados) | —           | —        | Órdenes canceladas por Airbus            |
| Boeing 767-200   | 1             | 2003        | 2004     | Arrendados de All Nippon Airways         |
| Boeing 767-300ER | 6             | 1998        | 2009     |                                          |